# Liacarus carolinensis
Liacarus carolinensis är en kvalsterart som beskrevs av Banks 1906. Liacarus carolinensis ingår i släktet Liacarus och familjen Liacaridae. Inga underarter finns listade i Catalogue of Life.